# 溴化镱
溴化镱是镱的溴化物，化学式为YbBr3。

## 制备
将氧化镱溶于40%的氢溴酸中，可以结晶出YbBr3·6H2O。将水合物和溴化铵混合，真空加热，可得无水YbBr3。
Yb2O3 + 6 HBr → 2 YbBr3 + 3 H2O
直接由氧化物和溴化铵加热反应，也能得到溴化镱。